# ريكو (بلدة)
ريكو (باللاتينية: Ricina / Recina) هي بلدة في مدينة متروبوليتان في جنوة، منطقة ليغوريا، إيطاليا.

## نبذة
تشتهر بفوكاشيا كون إيل فورماجيو (فوكاتشيا بالجبن) المصنوعة من الستراكينو. الكونسورتيوم الذي يملي ااوصفة الرسمية للفوكاشيا، ومن المفترض ان تكون نتيجة هجوم المسلمين الذي وقع في القرن الثالث عشر، وقد حصلت على مرتبة الاتحاد الأوروبي PGI للوصفة.
ريكو هي موطن لمهرجان الألعاب النارية يوم 8 سبتمبر لتكريم مريم العذراء. اشتهرت المدينة أيضًا بفريق كرة الماء الناجح، برو ريكو.
خلال الحرب العالمية الثانية ، قصف الحلفاء سكة حديد ريكو، مما أدى إلى تدمير المدينة. تم إعادة بناؤها في أواخر الاربعينات وأوائل الخمسينات.

## رياضة
اشتهرت المدينة بفريق كرة الماء المحلي: برو ريكو، المنافس في دوري الدرجة الأولى الإيطالي A1 والفائز بـ 31 بطولة (الأولى في عام 1959، والأخيرة في عام 2017)، و 12 كأس إيطاليا، و 8 كؤوس دوري أبطال أوروبا LEN و 6 كؤوس سوبر لين، هو الفريق الإيطالي الوحيد الذي فاز بالبطولات الكبرى (بطولة الدوري، كأس إيطاليا، كأس الأبطال، كأس السوبر الأوروبي)؛ حقق هذا الهدف في مواسم 2006-07 و 2007–08 و2011-12. ايضًا فاز برو ريكو بثلاث بطولات في بطولة كرة الماء المحلية والعديد من الألقاب المتزامنة في السباحة.

## المدن التوأم
- Ponte di Legno، Italy